# Tales of Phantasia
Tales of Phantasia (nom abreujat: ToP) és un videojoc RPG (joc de rol), que pertany a la saga Tales of. Fou desenvolupat per Namco, i llançat originalment el 1996 per a Super Nintendo i Super Famicom. Ocupa 64 megues de memòria, inclou veus de seiyūs famosos, té un opening cantat, viatges en el temps, etc. La primera versió només va sortir al Japó i és un joc basat en la història de Tale Phantasia de Yoshiharu Gotanda.
N'han fet un manga i també un anime, que està disponible en DVD de 4 quatre OVA, que explica la història d'una manera tan condensada, que difícilment s'entén si no s'hi ha jugat prèviament.

## Noves versions del joc

### Versió de PlayStation (PSX)
El 1998 en van fer un una nova versió per a la Playstation de Sony, que va incloure algunes escenes de vídeo, i un opening anime. El mapa del món era completament en 3D, tant en les batalles com dins dels pobles.
Una altra característica d'aquesta nova versió era que la imatge dels personatges era molt diferent de la versió de Snes. A més, també hi havia noves aventures secundàries.
En aquesta versió es va incloure una combinació especial de botons que permetia al personatge Cless realitzar un tècnica especial, coneguda pels jugadors de rol com a Límit, que es podia aplicar quan a en Cless li quedaven pocs punts de vida. També cal destacar que en aquesta versió les "finestres" (tant les de text com les d'estat i les del menú) estaven ressaltades amb un efecte tridimensional i amb uns efectes de color bastant atractius. Aquesta versió tampoc va sortir del Japó.

### Versió de Game Boy Advance (GBA)
Aquesta versió és la que va arribar a Europa. Conté algunes submissions que no sortien a la versió de la Playstation. De fet, va arribar la versió americana en la qual van treure la cançó de l'opening i el test de so. Els gràfics dels personatges són els mateixos que els de la Playstation. El mapa del món, en canvi, és el mateix que la versió de Snes.
Principals diferències respecte a la versió Snes
Millores. Els gràfics han millorat, sobretot pel que fa als personatges. A més, ara els personatges poden cuinar, mentre que a la versió Snes tan sols tenien un sac per a posar-hi el menjar i que reomplia PH i PP caminant
Noves aventures extra
- La Suzu és un personatge controlable, també a la versió Play.
- En Chester té habilitats i PT.
- Hi ha un nou esperit per invocar: Pluto.
- L'Arche, com la Mint, té nous atacs diferents.
- La Galeria Moria del futur disposa de més pisos.
- L'efecte de l'atac Extintion ara fa mal no elemental.
- La Mint aprèn l'Atac Time Stop, que funciona com un cronòmetre.
- El guió ha estat reescrit.
- El Dhaos del present té més vida, tot i que és més fàcil de vèncer.
- Malgrat que asseguren que es pot tornar al passat, tan sols és un rumor.
- Es pot controlar qualsevol personatge i treure en Cless de l'equip.
- Han canviat l'enemic finals i en aquesta versió cal fer tres combats en comptes dels que cali a fer a Snes.
- Hi ha menys combats aleatoris.
- Tots els personatges tenen títols, a la versió de Snes només en tenia en Cless.
- Incorporació de veus noves.
- Hi ha més melodies que en la versió anterior.
- Si, un cop s'ha superat l'aventura i es desa, es disposa d'un nou minijoc.
- Si després d'haver superat tot el joc, el deses, apareix un nou nivell de dificultat.

Errades del joc
- L'Esperit Gremlin ara té un atac molt poc poderós, comparat amb la potència que tenia a Snes.
- Quant als gràfics, mentre que en la versió anterior per cada enemic que apareixia sortia una rata en pantalla, ara hi surten tres llangardaixos.
- En aquesta versió també es pot aplicar la tècnica del Límit d'en Cless (Espada Oscura). Per fer-lo cal seguir els passos següents:
  - Tenir en Cless com a personatge controlable
  - Ha de tenir el màxim nivell de vida
  - Quan la marca de la vida adquireixi el color en vermell, s'ha de prémer R L A i B
  - Tot i així, és bastant complicat.

### Versió de PlayStation Portable (PSP)
La versió per a la PSP va sortir el 7 de setembre del 2006 i el títol del joc és Tales of Phantasia: Full voice Edition, el qual es basa en la nova versió de PSX. Disposa de moltes escenes de joc parlades, com ja es podia veure en altres títols de la saga com Tales of Eternia. A més, hi apareixen nous esperits d'invocació per a en Klarth. Hi ha una millora bastant notable quant a gràfics de combat, però es continua aturant l'acció cada cop que un personatge fa màgia.

## Argument
Aquesta història transcorre 4.000 anys després del Tales of Symphonia, al mateix món. Fa uns anys, al món d'Aselia, uns guerrers van lluitar contra un poderós mag i, com que no van poder vèncer-lo, el van segellar, amb dos penjolls que van ser separats.
Uns anys després, al poble de Totus, Cless Alvein, un jove guerrer, rep un penjoll pel seu quinzè aniversari. Uns anys més tard, mentre en Cless i el seu amic Chester són a caçar, el poble és atacat. Tots els habitants són morts i en Cless veu com la seva mare mor a les seves mans.
En Cless va a casa del seu oncle, però allà és traït pels seus. L'envien a la fortalesa dels cavallers negres on descobreix qui ha ordenat que destruïssin Totus. En Cless és tancat a les masmorres, però s'escapa. Mentre fuig troba una noia anomenada Mint. En Cless i la Mint es retroben amb en Chester, que s'havia quedat a enterrar els morts.
Tornix D. Morrison, amic dels pares d'en Cless i la mare de la Mint, els parla de Dhaos, el mag que va ser segellat. Els cavallers negres han anat al mausoleu per a alliberar-lo. Quan en Clees i amics hi arriben ja és massa tard: Dhaos, rei del mal, ja és alliberat.
Per salvar-los, en Tornix envia en Cless i la Mint al passat i així és com comença el viatge a través del temps per véncer en Dhaos i salvar Aselia i la màgia.
La màgia no existeix a l'època d'en Cless.
En el passat, hi havia tres països molt desenvolupats que dominaven el món, dos dels quals estaven en guerra, Fenrir i Odin, i es van destruir mútuament. I el tercer Thor, va anar a parar al fons del mar per l'impacte d'un meteorit.

## Sistema de batalla
Linear Motion Battle Sistem: és un sistema de combat en el qual els personatges es mouen en lateral per la pantalla. Els combats són en temps real, però l'acció es paralitza amb les màgies.

## Personatges

### Personatges Principals

#### Aliats
- Cless Alvein (クレス al Japó i Cress als Estats Units en la versió de GBA): és un noi ros, originari de Totus, és fill d'un dels espadatxins més famosos del món, Miquel Alvein. Té 19 anys i és l'únic personatge controlable a la versió de Snes.
  - Temps: present
  - Ofici: aprenent d'espadatxí.
  - Armes: espases, llances, albardes i destrals.
  - Seiyu: Takeshi Kusao.
- Mint Adnade (ミント al Japó): té els cabells rossos i coneix a en Cless a les masmorres del cavallers negres. Més endavant es fa molt amiga d'en Cless (més aviat estan enamorats però no ho reconeixen) i té 19 anys.
  - Temps: present
  - Ofici: curandera
  - Arma: bàculs, bastons i ceptres
  - Seiyu: Satomi Koorogi en la versió de Super Nintendo, Junko Iwao en la versió de Playstation. A la versió Japonesa de GBA hi ha les dues veus. Es pot escollir al menú d'opcions.
- Chester Barklight (チェヌタ al Japó): originari de Totus i amic d'infància d'en Cless. En Chester té 19 anys, és orfe i viu amb la seva germana petita, Amy. A la versió de Snes no té cap habilitat especial, però a les noves versions sí que en té. A Snes tenia un arc que li permetia disparar dues fletxes alhora.
  - Temps: present
  - Ofici: arquer
  - Arma: arc i fletxes
  - Seiyu: Takeshi Kusao a la versió de Super Nintendo, Kentarou Itou a la versió de Playstation
- Klarth F. Lester (クラス al Japó Y Claus a USA en la versió de GBA): Originari d'Euclidia, té 29 anys i és un investigador que estudia la manera d'aconseguir que els humans puguin fer màgia com els elfs. Els seus estudis estan encaminats cap a l'art d'invocar, ja que utilitzar els esperits protectors és l'única manera que tenen els humans de fer màgia. Viu amb la Mirald, la seva ajudant (en realitat és més que una amiga). Les seves habilitats es redueixen a invocar, i en els moments de combat es fa pesat, ja que triga a pactar, invoca molt sovint i els primers esperits invocats no són gaire útils.
  - Temps: passat
  - Ofici: invocador
  - Arma: llibres
  - Seiyu: Kazuhiko Inoue
- Arche Klein (アーチェ): és originària de la Vall Solitària, té 17 anys i és una semielfa; és a dir, que és mig humana i mig elfa. Té els cabells rossos, mai no va arribar a conèixer la seva mare, ja que el poble elf va decidir separar-se dels humans i això ocorregué quan l'Arche era un bebè. Viu amb el seu pare, Bart, i creu que la seva mare és morta. És el personatge més carismàtic. Com que és semielfa sap fer màgia i vola amb una escombra.
  - Temps: passat
  - Ofici: bruixa
  - Arma: escombra màgica
  - Seiyu: Mika Kanai.
- Suzu Fijibayashi: és originària del poble ninja. Mentre que la Suzu és un personatge opcional a les versions de PSX i GBA, a la versió de Snes és possible veure la Suzu i parlar-hi tot i que mai no forma part del grup. Pel que fa a la manipulació en combat de la Suzu és molt semblant a la d'en Cless, només es diferencia pel fet que és més àgil i menys resistent. És descendent de Sheena Fujibayashi, del Tales of Symphonia.
  - Temps: futur
  - Ofici: ninja
  - Arma: katana
  - Seiyu: Taeko Kawata.

#### Personatge no jugable principal
- Dhaos (ダオス):